# Jerzy Olejniczak
Jerzy Wojciech Olejniczak (ur. 16 kwietnia 1953 w Głownie) – polski samorządowiec, ostatni wojewoda skierniewicki.

## Życiorys
Ukończył studia na Akademii Rolniczo-Technicznej w Olsztynie oraz studia podyplomowe w Szkole Głównej Gospodarstwa Wiejskiego.
Pracował jako kierownik fermy hodowlanej i główny specjalista w hodowli koni w Walewicach. Był też dyrektorem wydziału rolnictwa w urzędzie wojewódzkim. Działał w NSZZ Rolników Indywidualnych „Solidarność” oraz w PSL-PL.
W latach 1997–1998 z rekomendacji Akcji Wyborczej Solidarność zajmował stanowisko wojewody skierniewickiego, ostatniego w historii tego województwa. Później powrócił do prowadzenia własnej działalności gospodarczej. W latach 1998–2002 zasiadał w sejmiku łódzkim I kadencji. Później działał w Partii Centrum, zasiadając w jej radzie politycznej. Ponownie radnym województwa został w 2007 (z ramienia Platformy Obywatelskiej). W 2010 objął stanowisko prezesa jednej z łódzkich spółek komunalnych. Nie uzyskał reelekcji w wyborach samorządowych w 2010. W 2011 był kandydatem komitetu wyborczego wyborców Unia Prezydentów – Obywatele do Senatu w wyborach parlamentarnych, co w rezultacie skutkowało wykluczeniem z PO.
W 1999 otrzymał Złoty Krzyż Zasługi.